# نائوتارو موری‌یاما

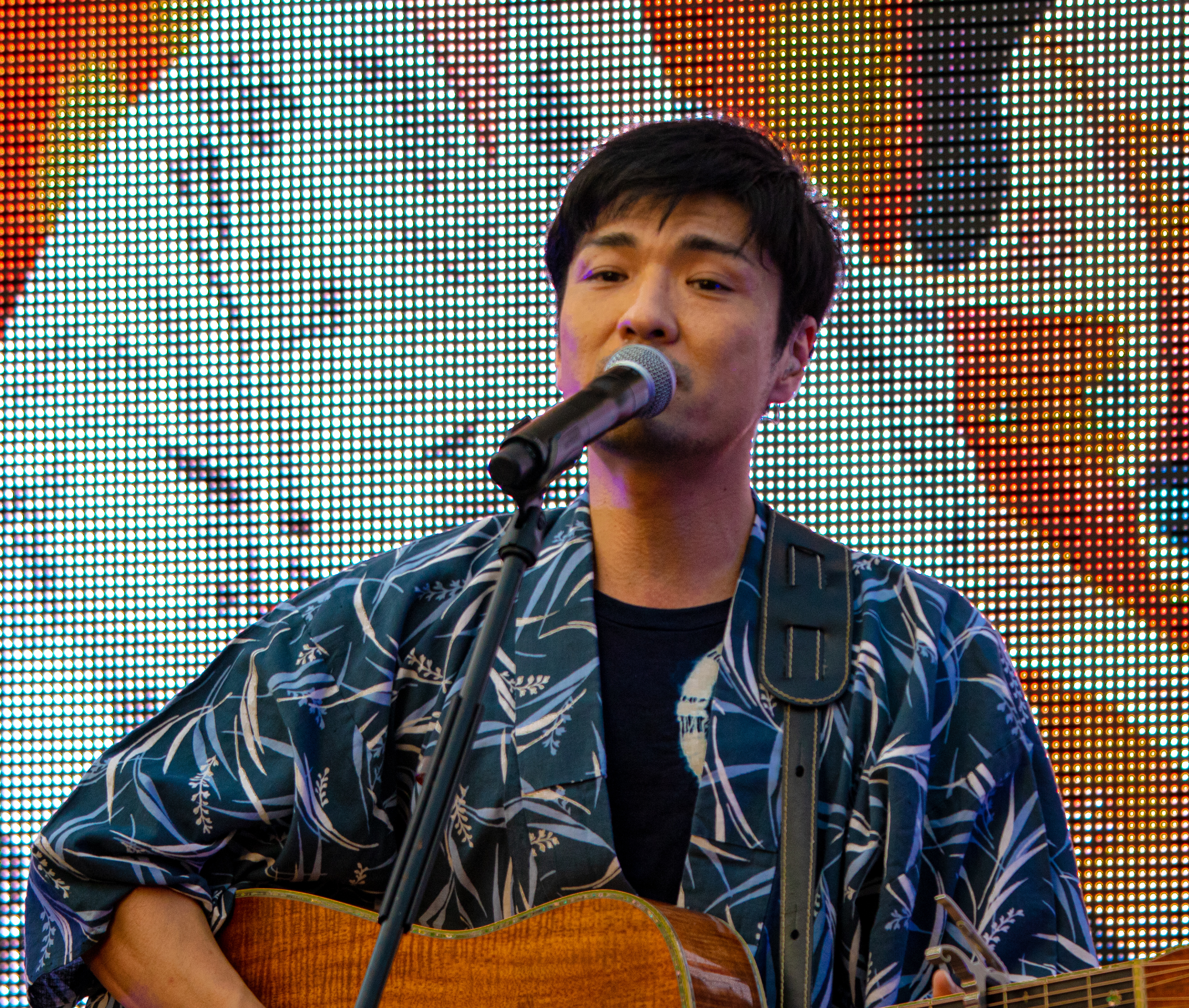
نائوتارو موری‌یاما

نائوتارو موری‌یاما (به ژاپنی: 森山直太朗 Moriyama Naotarō) نام یک خواننده در کشور ژاپن است. شروع فعالیت او از سال نوامبر ۲۰۰۲ میلادی بوده‌است. دومین آهنگ نائوتارو موری‌یاما در سال ۲۰۰۳ با نام ترانه ساکورا (نائوتارو موری‌یاما) باعث شهرت او در ژاپن شد. در دوره دانشجویی به همراه گیتار خود در بیشتر در پارک اینوکاشیرا در منطقه کیچیجوجی به‌طور زنده برای مردم آهنگ می‌خواند. او در سرودن تصنیف و ساخت آهنگ همواره با کایتو اوکاچی‌ماچی همکار بوده‌است.